# 黒崎彰
黒崎 彰（くろさき あきら、1937年（昭和12年）1月10日 - 2019年（令和元年）5月14日）は、日本版画界を代表する版画家の1人。京都精華大学名誉教授。
浮世絵の伝統木版画技法を用い、現代木版画世界から、紙という素材そのものを生かし造形するペーパーワークまで、幅広い作品を生み出す。版画史研究家、版画教育家 としても広く活躍。
「洋画と日本画の概念・範疇差を認めず、いずれも「ペインティング」とすべき」「聾唖者は世界共通（没母国性・没地域性）の手話言語を使用すべき」など独自な主張を持っていることでも知られている。

## 略歴
- 1937年 : 満鉄勤務の化学研究員の父のもとで満州国大連市に生まれる[2]。
- 1938年 : 母と帰国し神戸へ。戦時下の子供時代と受験期のほぼ5年余りを父方の郷里近江(滋賀県)へ疎開[2]。
- 1962年 : 京都工芸繊維大学 工芸学部・意匠工芸学科卒[2]。
- 1963年〜69年 : 近畿大学 理工学部・建築学科 講師[2]。
- 1969年〜 : 日本版画協会 会員[2]。
- 1970年〜79年 : 国画会 版画部会員[2]。
- 1970年〜81年 : 京都工芸繊維大学 工芸学部 講師 助教授[2]。
- 1971年 : インド 美術トリエンナーレ[9]。
- 1972年 : クラクフ国際版画ビエンナーレ招待出席 (ビエンナーレ委員会)。ポーランド、イタリア、スイス、フランスを旅行[2]。
- 1973年〜74年 : 文化庁芸術家在外研修員として、ハーバード大学、ハンブルク造形芸術大学で学ぶ[2]。
- 1975年・76年 : モーレイ アートカレッジ 客員講師 (ロンドン イギリス)[2]。
- 1978年 : ワシントン州立大学 芸術学部 客員教授 (シアトル アメリカ)[2]。
- 1979年 : 中国招待旅行(北京 上海) 国際芸術文化振興協会[2]。
- 1980年 : ハワイ州立大学 芸術学部 客員講師 (ホノルル アメリカ) [2] ポートランド美術館大学 客員講師 ポートランド アメリカ[2]。
- 1981年 : バルナ国際版画ビエンナーレ招待出席、(ブルガリア芸術協会)・ブルガリアを旅行[2]。
- 1981年 : 京都精華大学 美術学部 非常勤講師  京都工芸繊維大学 工芸学部 意匠工芸学科 教授[2]。
- 1982年 : オーストラリア芸術協会 招待芸術家 国立キャンベラ美術大学 客員講師[2]。
- 1983年 : 国際「紙」会議 (京都 組織実行副委員長)、美術文化振興協会派遣芸術家・ハーバード大学 客員教授、ボストン美術館大学 客員講師[2]。
- 1985年 : コーネル大学東洋学部招待芸術家・国際交流基金派遣芸術家 オレゴン大学客員教授   ノースウエスト美術大学 客員講師  ミシガン大学芸術学部 客員講師 (以上アメリカ)[3]。
- 1987年 : 国際交流基金派遣芸術家 ヤン ファン エイク芸術大学(オランダ)[3]、京都精華大学芸術学部版画分野 教授[3]。
- 1988年 : 第12回クラクフ国際版画ビエンナーレ 国際審査員 (ポーランド)[3]。
- 1989年 : 第1回「芸術と紙'89」コーディネーター パネリスト ニーステッド芸術協会(デンマーク)[3]。
- 1991年 : 第2回バラトバハン国際版画ビエンナーレ 国際審査員 (インド)[3]、ブリティッシュカウンシル派遣芸術家 グラスゴー美術大学(スコットランド)[3]。
- 1992年 : ムンク研究助成 ムンク財団(ノルウェー)[3]。
- 1993年 : 第1回マーストリヒト国際版画ビエンナーレ 国際審査員(オランダ)[3]、TOKYOまちだ国際版画賞 国際審査員 町田市立国際版画美術館[3]、ピラミッドアトランティック版画工房 招待芸術家(メリーランド アメリカ)[3]。
- 1994年 : 第9回ソウル国際版画ビエンナーレ 国際審査員(韓国)[3]、ピルチャック グラススクール招待芸術家(シアトル アメリカ)[3]。
- 1995年 : コーネル大学 美術学部 招待芸術家(イサカ アメリカ])[3]、ピラミッドアトランティック版画工房 招待芸術家 (メリーランド アメリカ)[3]、第1回ソウル国際プリントフェア・国際審査員(韓国)[3]。
- 1996年 : タマリンド版画工房招待芸術家(ニューメキシコ アメリカ)[3]、南京芸術院、中国芸術学院・招待芸術家[3]。
- 1998; 第12回IAPAMA国際紙会議招待芸術家・パネリスト(アデレード オーストラリア)[3]。
- 1999年 : 国立台湾芸術学院 版画センター 招待芸術家 (台北 台湾)[3]。
- 2000年 : インタープリント2000 招待芸術家 マーストリヒト美術大学(オランダ)[3]、第1回KYOTO版画2000展 企画・実行委員長[3]、紫綬褒章 受章[3]。
- 2001年 : ソフィア芸術大学 招待芸術家(ブルガリア)[3]、ブルガリア国立美術館「日本現代版画展」キュレーター[3]、第2回KYOTO版画2001「日本・中国国際版画展」企画・実行委員長[3]。
- 2003年 : 第3回KYOTO版画2003 「日本・ブルガリア国際版画展」企画・実行委員長[3]。
- 2004年 : サザンアメリカ版画会議招待芸術家(ニュージャージー アメリカ)[3]、ミッドアメリカ版画会議 招待芸術家(ネブラスカ アメリカ)[3]。
- 2005年 : 第4回KYOTO版画2005「日本・タイ国際版画展」企画・実行委員長 [3]、美術文化振興協会 派遣芸術家、ライデン大学 日本学研究所客員教授、ハーグ王立美術大学 招待芸術家[3]。
- 2007年 : ポーラ芸術財団派遣芸術家[10] ヒューストン印刷博物館個展 (アメリカ)[11]。
- 2008年 : KYOTO版画2008 「日本・アメリカ国際版画展」 企画・実行委員長 [12]、瑞宝中綬章 受章[4]。
- 2009年 : 第1回ワルシャワIMPRINT国際版画トリエンナーレ 国際審査員 (ポーランド)[13]。
- 2010年 : 第5回KYOTO版画2008「日本・ポーランド国際版画展」 企画・実行委員長[12]。
- 2011年 : 国際紙芸術展シンポジウム 国立台湾師範大学 (台湾) パネラー [14]、伝統と革新の先駆者 黒崎 彰 木版画の世界展 小さな夢美術館(鳥取県米子市)[15]。
- 2012年 : 第6回KYOTO版画2012「日本・イギリス国際版画展」企画・実行委員長 [12]、木版画と紙の造形展 美山かやぶき美術館 (京都府南丹市美山町島)[16]。
- 2014年 : 「国際木版画展会議2014」/ International Mokuhanga Exhibition 2014 名誉顧問 東京藝術大学[17]。
- 2019年 : 5月14日、肺炎のため京都市上京区の病院で死去。82歳。葬儀は近親者のみで。喪主は妻[18]。

## 人物・作風の変遷
1960年代後半、現代木版画の旗手として華々しく登場。浮世絵が完成させた精緻な刷技術を駆使して抽象的な形象の世界を万華鏡の様に展開していった黒崎彰は、「ほぼ10年ごとにその作風を変容していった」。渋谷区立松濤美術館主任学芸員・瀬尾典昭は、木版画制作から表現完成直前までの1965年〜1969年までを第1期、「赤い闇」シリーズの1970年からペーパーワークに重点を移す1980年までを第2期とし、それ以降、現在までを第3期としている。
小学校5年生で兵庫県学生美術展で特選となり「絵描きになる」と宣言。伊藤継郎の新制作洋画研究所で油彩を習うが、却って日本画の村上華岳に魅かれる。父親の意見もあって京都工芸繊維大学 工芸学部 意匠工芸学科に進学。
大学の授業内容が欧米一辺倒なのになじめず、京都の古本屋や浮世絵店を歩き、幕末浮世絵（錦絵）に関心を持つ。1965年に油彩で初の個展を開くが、その直後、「以前の世界と決別」を期して、油絵作品を焼却（事実上の油絵での立身出世（上掲の「絵描きになる」宣言）の挫折）、独学で木版画制作に専心。1966年には「宗教のことを真剣に考えた時期」で「レクイエム」をテーマにした連作と「死の淵より」シリーズで、初の木版画個展を開く。また、彫り師、刷り師を訪ね、浮世絵の技法を学んだ。後に当時出会った刷り師や彫り師を「版画の師を持たなかった自分にとっての先生、心の恩人」と述べている。
1967年に「哀華」「哀樹」シリーズを発表し、日本版画協会展会友推挙、国画会の新人賞受賞。1968年の「浄夜」で浮世絵から学んだ独自の技法を開発。主要なモチーフの「階段」が登場。1969年の「寓話」シリーズで赤と黒のコントラストが際立つようになり、「世界に日本の現代版画の底力をまざまざと見せつけた代表作」ともいわれる。1970年には「赤い闇」シリーズを展開し、国内外において相次いで受賞。71年から自薦してきた刷り師・内山宗平と95年、内山の死まで25年間コンビを組む。
1972年の「失われた楽園」、続く「星の神話」シリーズではシルクスクリーンを用いた新混合技法を試み、1973〜1974年、ハーバード大学(アメリカ)、ハンブルク造形芸術大学(ドイツ)、大英博物館(イギリス)にて版画の研究を行い、視野を広げる。1978年には「日本の工芸」に越前や飯田などの紙すきの里探訪記を書き、版画・紙研究家としても業績を残す。
1980年、前年に招待された中国旅行から着想を得て、版画集「中国」を刊行。1981年からの「軌跡」シリーズでは、黒色モノトーンのストロークの繰り返しのイメージ構成に一変。「時の軌跡」でソウルの第3回東亜国際版画ビエンナーレ 大賞を受賞。1984年の「二つの時の間に」シリーズ。1980年、韓国訪問で強靭な韓国の手漉き和紙の韓紙に魅かれ、木版画から、紙の素材の面白さを生かした「ペーパーワーク」に進んでいった。1982年、ソウルで「現代紙の造形・日本と韓国」展を開催。日韓両国で話題となり韓国に於けるペーパーワークに大きな影響を与える。1987年、京都精華大学に教授として移るが、版画コースに日本で初の紙工房設立を条件として提出し、同大学で実現させた。この頃より当大学内にて、第1期木版画作品がシルクスクリーン様であることより、木版創作の必然性につき批判が出る。
1994年から、ふたたび木版画の新たな作品に取り組み始めた黒崎は「紙とふれあっているうちに、段々また木版画で何かできそうなー中略ー『紙の上に刷る』のではなく、『紙と同化』を意識するようになった」と語っており、韓国紙をつかった「ガイア」シリーズが生まれている。また1993年から1994年にはNHK趣味百科の「木版画に親しむ」(13回シリーズ)に講師として出演。入門書を書くなど、木版画普及の実技指導にも力を入れたが、下火となったアーチストとしての仕事は以後盛り返しを見ず、大学内でも権威であった所以、教員、学生の一部より絶対君主的指導を敬遠されてもあった。
2002年には、はじめて白を基調とした『遊牧の民』シリーズを発表する一方、版画研究家として「版画史解剖ー正倉院からゴーギャンへ」を上梓。73年のアメリカ滞在以来続けてきた版画史や版画を生み出す道具や素材への幅広い研究成果を世に出した。
2012年、少年時代、疎開などで5年間すごした滋賀県を舞台にした「近江八景シリーズ」8点を、2年かけて完成させた。

## パブリックコレクション

### 国内
| - いわき市立美術館 - 群馬県立近代美術館 - 東広島市立美術館 - 西宮市大谷記念美術館 - 神奈川県立近代美術館 - 北武記念絵画館 - 兵庫県立美術館 - 京都国立近代美術館 - 都城市美術館 - 新潟市美術館 - 大分県立美術館 - 国立国際美術館 - 大阪府立現代美術センター - 広島市現代美術館 - 相生森林美術館 |  | - 徳島県立近代美術館 - 東京都現代美術館 - 青梅市立美術館 - 東京国立近代美術館 - 米子市美術館 - 福岡市立美術館 - 富山県立近代美術館 - 黒部市美術館 - 和歌山県立近代美術館 - 下関市立美術館 - 北海道立近代美術館 - 広島県立近代美術館 - 京都市美術館 - 京都工芸繊維大学・美術工芸資料館 - 京都精華大学 |  | - 京都市立芸術大学 - 京都府立総合資料館 - 京都府文化博物館 - 島根県立近代美術館 - 浜松市立美術館 - 沼津市民文化センター - 栃木県立美術館 - 文化庁 - 日本国際交流基金 - 創形美術学校 - お茶の水女子大学 - 町田市立国際版画美術館 - 紙の博物館 - 東京オペラシティ文化財団 - 京ギャラリー(日本新薬) |

### 海外

#### アメリカ
- ニューヨーク近代美術館（MoMA）(ニューヨーク)[45]
- ロックフェラー財団 (ニューヨーク)[3]
- ホノルル美術館 (ハワイ)[2][3]
- ハーバード大学フォッグ美術館 (ケンブリッジ)[46]
- フォッグ美術館 ハーバード大学 (ケンブリッジ)[47]
- アメリカ議会図書館 (ワシントンD.C.)[48]
- シカゴ・アカデミー・オブ・アーツ (イリノイ)[3]
- ファーストナショナルバンクコレクション (シアトル)[3]
- ヘンリーギャラリー  (シアトル)[3]
- ロサンゼルスカウンティ美術館グルンワールドコレクション (ロサンゼルス)[3]
- ルイジアナ州立大学 (バトンルージュ)[3]
- ミシガン大学 (アナーバー)[3]
- カリフォルニア州立大学博物館 バークレー[3]
- サンフランシスコ近代美術館[3]
- アッヘンバッハ財団 (サンフランシスコ)[3]
- シンシナティ美術館 (オハイオ)[3]
- ラトゥガー大学 実験版画センター (ニュージャージー)[3]
- ジョンソン美術館 コーネル大学 (イサカ)[3]
- バーベイタム・コレクション (サンノゼ)[3]
- ポートランド美術館 ビビアン＆ゴードンギルキー グラフィックアートセンター (The Portland Art Museum's Vivian and Gordon Gilkey Center for Graphic Arts) (ポートランド)[3]
- スペンサー美術館 カンザス大学 (カンザス)[49]

#### 英国
- 大英博物館[50]
- ヴィクトリア&アルバート博物館 (ロンドン)[3]

#### オーストラリア
- ニュー・サウス・ウェールズ州立美術館 (シドニー)[51]
- 西オーストラリア工科大学 (パース) [3]

#### 台湾
- 国立台北芸術学院 版画センター (台北)[2][3]
- 奇美博物館 (台南)[2][3]

#### 韓国
- 国立現代美術館 (ソウル)[52]

#### フランス
- フランス国立図書館 (パリ)[3]

#### ドイツ
- 国立ドレスデン美術館[3]

#### イタリア
- ウフィツィ美術館 (フィレンツェ)[3]

#### スイス
- ジュネーブ歴史美術館 (ジュネーブ)[3]

#### ポーランド
- ウッジ国立近代美術館[3]
- ワルシャワ国立美術館[3]
- クラクフ国立美術館[3]
- ヴロツワフ国立美術館[3]

#### スウェーデン
- ヘガナ市立図書館[3]

#### チリ
- 国立サンティアゴ美術館 (サンティアゴ)[3]

#### ブルガリア
- ヴァルナ歴史美術館 (ヴァルナ)[3]

## 受賞歴
- 1967年
  - 第41回国画会展 新人賞[2]
- 1970年
  - 第14回シェル美術賞展 3席[2]
  - 第3回クラクフ国際版画ビエンナーレ ワルシャワ国立美術館賞[2]
  - 第7回東京国際版画ビエンナーレ 文部大臣賞[2]
- 1972年
  - 第1回フィレンツェ国際版画ビエンナーレ 金賞[2]
- 1974年
  - 第5回クラクフ国際版画ビエンナーレ 4席[2]
- 1981年
  - 第3回ソウル国際版画ビエンナーレ 大賞[2]
  - 第2回ウッジ国際ミニアチュール版画ビエンナーレ (ポーランド) 優秀賞[2]
- 1982年
  - 第6回ノルウェー国際版画ビエンナーレ 審査委員賞[2]
  - 第3回アイルランド国際版画ビエンナーレ 2席[2]
- 1983年
  - 第2回ヴァルナ 国際版画ビエンナーレ (ブルガリア) 1席[2]
  - 第1回山口源大賞展 (沼津) 大賞[2]
  - 現代の巨匠 世界版画賞展 世界版画賞 (サンフランシスコ)[2]
- 1984年
  - ハーベイタム コレクションアワード (サンノゼ アメリカ)[3]
- 1989年
  - 第1回バラトババン国際版画ビエンナーレ 特別賞 (インド)[3]
- 1990年
  - バンスカ国際木版画ビエンナーレ 名誉賞 (チェコスロバキア)[3]
- 1992年
  - ノルウェー国際版画ビエンナーレにおける日本現代版画展 奨励賞[3]
- 1993年
  - 第1回エジプト国際版画トリエンナーレ 金賞[3]
  - 第2回 日本紙アカデミー賞 (京都)[3]
- 1997年
  - ポートランド美術館国際版画展・買上賞 (アメリカ)[3]
- 1999年
  - 第17回京都府文化賞 文化功労賞[3]
- 2000年
  - 紫綬褒章(文部省) 受章[3]
- 2002年
  - 平成14年度 京都市文化功労賞[3]
- 2003年
  - 第1回北京国際版画ビエンナーレ 優秀賞[3]
- 2004年
  - 台日蔵書票交流展2004 特選賞 (台湾)[3]
- 2008年
  - 瑞宝中綬章 受章[53]

## 著書
- アート・テクニック・ナウ13 「黒崎彰の木版画」 1976年 河出書房新社刊 ASIN B000J91SYY
- 「現代木版画」― 日本の伝統的木版画の制作から世界の現代木版画技法まで (新技法シリーズ 56) 1977年 美術出版社刊 (初版) ISBN 978-4568321524
- 日本の工芸 8 「紙」 1978年 談交社刊(共著) ASIN B000J8N49W
- 黒崎彰・全木版画 ― 1965-1983 ＊カタログ・レゾネreasoned catalog（類型別全作品目録）1984年11月 シロタ画廊刊 ASIN B000J6VODW
- 現代木版画技法 ― 日本の伝統的木版画の制作から世界の現代木版画技法まで (新技法シリーズ56) 1992年 美術出版社刊 (再版) ISBN 978-4568321524
- NHK趣味百科 木版画に親しむ 1993年 日本放送協会出版協会刊 ASIN B00B0CSUAY
- 黒崎彰の木版画 1995年7月21日 河出書房新社刊 ISBN 978-4-309-71683-1
- 木版画―その基本と実際 (すぐ役立つ美術レッスン) 六耀社刊 ISBN 978-4897373027
- 木版画 (NHK趣味入門)  1999年3月 日本放送出版協会刊 ISBN 978-4140111048[8]
- 紙の造形 ― 紙つくりから作品制作まで (すぐ役立つ美術レッスン) 2000年 六耀社刊 ISBN 978-4897373331
- 版画史解剖 ― 正倉院からゴーギャンへ 2002年 阿部出版刊 ISBN 978-4872421668
- 世界版画史 2004年 人民美術出版社刊 (北京 中国語) 共著 ISBN 7-102-03057-6
- 黒崎彰の全仕事 ― Catalogue Raisonn´e:Woodcuts & Paper Works 1965‐2006 2006 ＊カタログ・レゾネ reasoned catalog＝類型別全作品目録） 阿部出版刊 ISBN 978-48-7242189-7
- Suminagashi : the Japanese art of marbling : a practical guide / Anne Chambers ; foreword by Akira Kurosaki ; [foreward translated from the Japanese by Monica Bethe] Anne Chambers 1925 - London ; New York, N.Y. : Thames and Hudson c1991 ISBN 0500015147

## オリジナル版画集
- 1972年 「Zodiac 星の神話」 12点組50部 版画ギャラリー 京都[2]
- 1975年 「アメリカ」 10点組75部 シロタ画廊 東京[2]
- 1976年 「迷彩風景」 10点綴組50部 シロタ画廊 東京[2]
- 1980年 「中國」 10点絹組75部 シロタ画廊 東京[2]
- 1987年 「韓国八景」 8点絹組75部 シロタ画廊 東京[2]